# Gare de Tilleur
La gare de Tilleur est une ancienne gare ferroviaire belge de la ligne 125, de Liège à Namur, située à Tilleur, section de la commune de Saint-Nicolas, dans l’agglomération de la ville de Liège, en Région wallonne dans la province de Liège.
Mise en service dans les années 1850, elle est fermée aux voyageurs depuis 1993.

## Situation ferroviaire
Établie à 60 m d'altitude, la gare de Tilleur est située au point kilométrique (PK) 5.1 de la ligne 125, de Liège à Namur, entre les gares ouvertes de Sclessin et de Pont-de-Seraing.

## Histoire
La Société des chemins de fer de Namur à Liège et de Mons à Manage avec leurs extensions met en service la ligne en 1850-1851.
Une gare est mentionnée à Tilleur dès 1852. Des difficultés financières poussent le premier exploitant à remettre son réseau à bail en 1854 aux Chemins de fer du Nord français qui créent la Compagnie du Nord - Belge pour exploiter une série de concessions ferroviaires entre Erquelinnes et Liège.
La gare alors est implantée dans une courbe à côté du rue passage à niveau de la rue Ferdinand Nicolay (anciennement rue du Pont de Pierre) à proximité du carrefour avec la rue Vinâve, au centre du village.

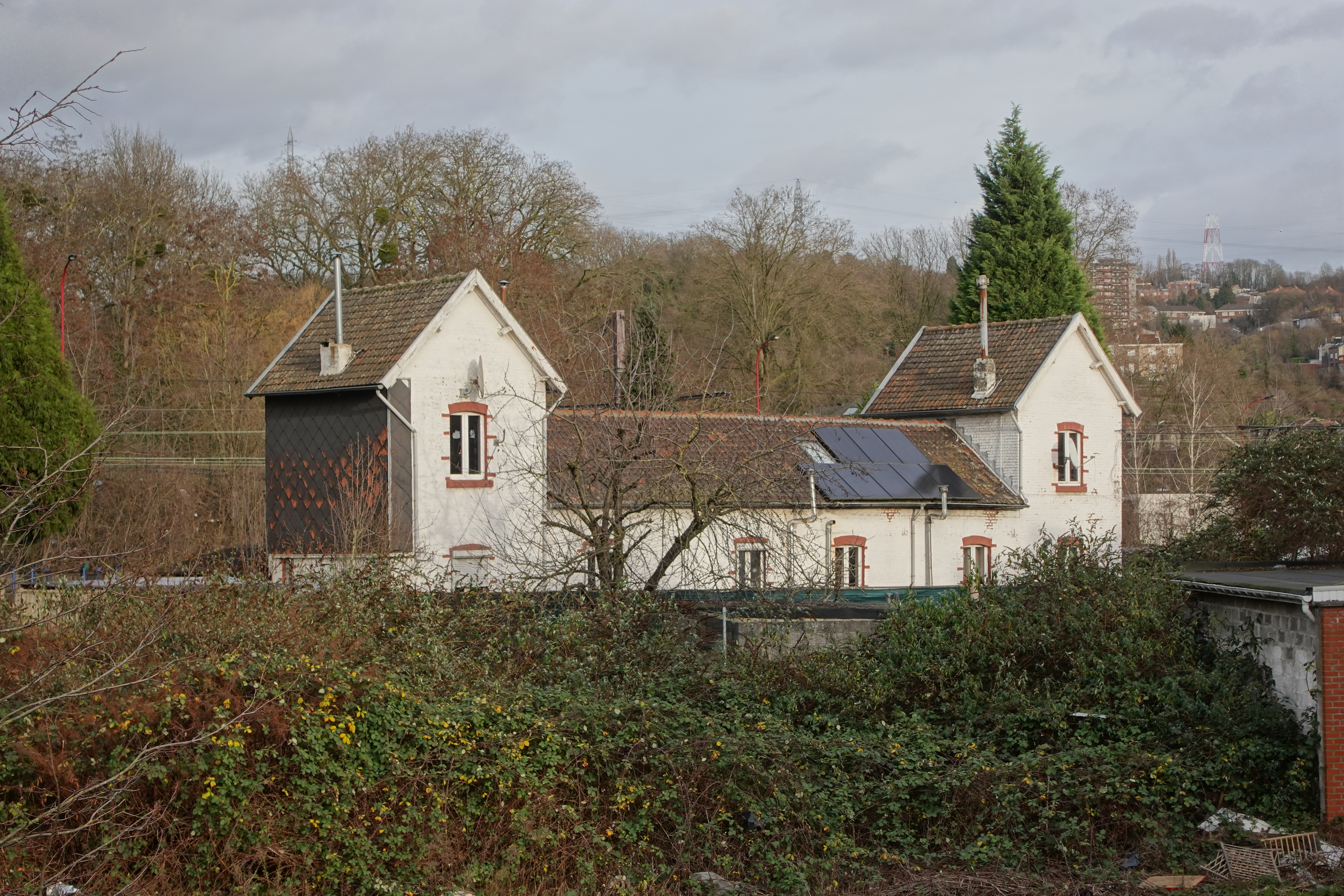
Le premier bâtiment de la gare.

Le Nord - Belge décide de déménager la gare vers un site plus propice à l'expansion du trafic des marchandises. Les expropriations débutent en 1879 et la nouvelle gare entre en service en 1882. Plusieurs rues ayant été coupées par la nouvelle gare, une passerelle métallique est érigée en 1879, remplacée par une passerelle en béton lorsque le nombre de voies sera porté à cinq.
L'ancienne gare est transformée en logements et borde une maison de garde-barrière. Il faudra attendre la fin des années 1990 pour que soit supprimé ce passage à niveau. Un projet visant à faire passer la route en souterrain a été émis mais c'est finalement un pont sur un itinéraire dévié qui est choisi. Plusieurs maisons sont démolies à cette occasion.
L'usine[Quoi ?] de Sclessin apporte un trafic important grâce à un raccordement connecté à un chemin de fer privé, mis à voie normale en 1878. Un autre client important disposant d'un raccordement entre Tilleur et Sclessin était la société Locorem effectuant l'entretien et la construction de locomotives diesel industrielles.
La SNCB décide finalement de supprimer l'arrêt à Tilleur pour les trains de voyageurs à partir du 26 septembre 1993.
La cour à marchandises de la gare de Tilleur, où des cargaisons diverses étaient transbordées sur des véhicules routiers, ferme en 1985. Les différents raccordés disparaissent à leur tour mais quatre voies de garage sont conservées par Infrabel.

## Patrimoine ferroviaire
Le bâtiment de la gare des années 1850 constitue un exemple unique[réf. nécessaire] de bâtiment ferroviaire construit par la Société des chemins de fer de Namur à Liège et de Mons à Manage à avoir échappé à la démolition. Utilisé comme habitations, il se présente sous la forme d'une aile basse de quatre travées encadrées par deux pavillons haut sous toiture à deux versants perpendiculaires. Une annexe a été bâtie sur l'ancien quai attenant et l'ensemble est entouré par une clôture en béton de type SNCB. Une maison de garde-barrière en « T » était accolée à l'ancienne gare.
La seconde gare possède un bâtiment voyageurs du plan type standard des Chemins de fer du Nord, reproduit à l'identique en Belgique sur l'ensemble du réseau Nord - Belge, souvent en remplacement d'édifices plus anciens érigés par les compagnies concessionnaires. Les deux ailes latérales comportent quatre travées. Laissé à l'abandon depuis 1993, il est mis en vente par la SNCB en 2021.

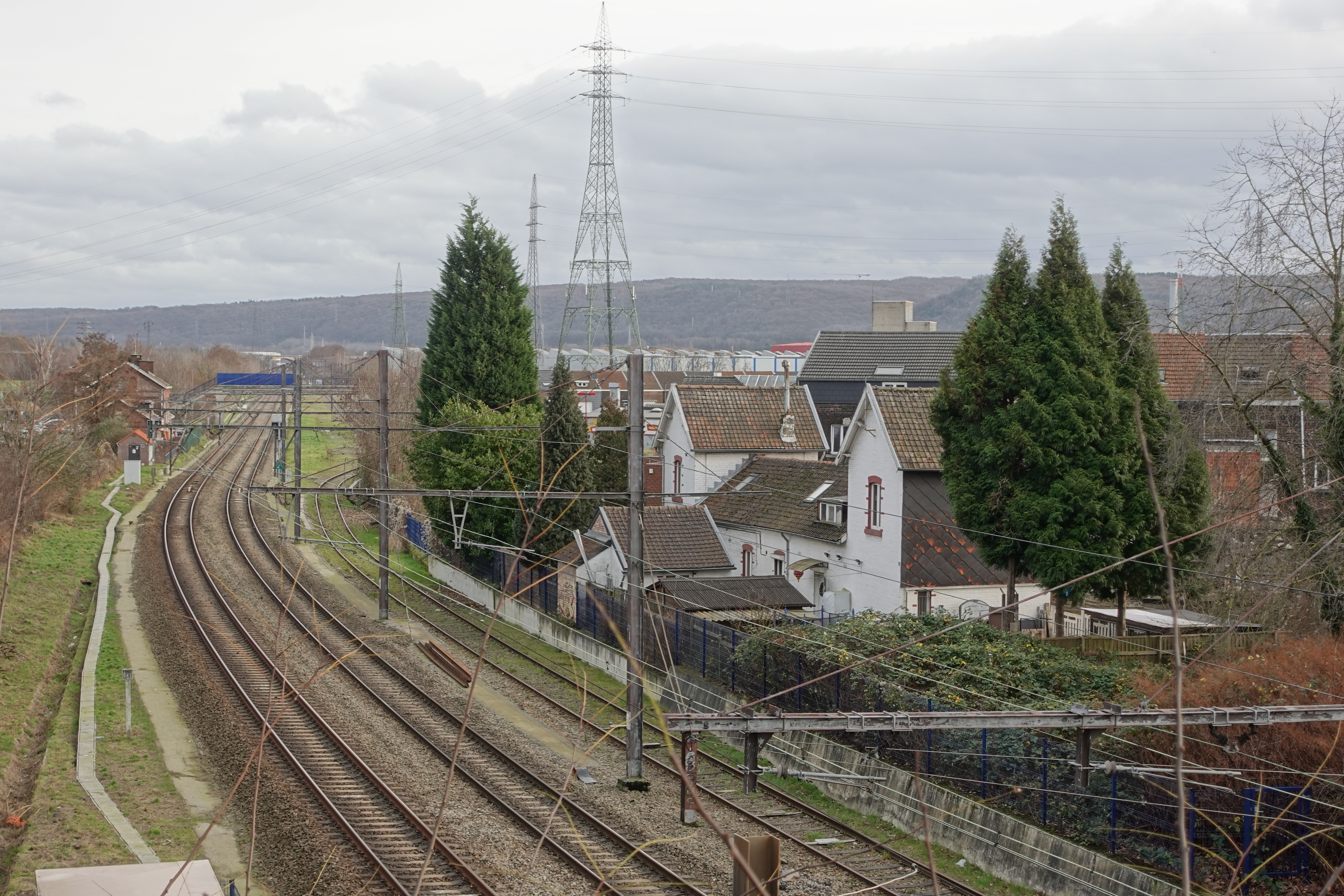
Le premier bâtiment de gare (à droite) et celui de 1882 (au fond à gauche).
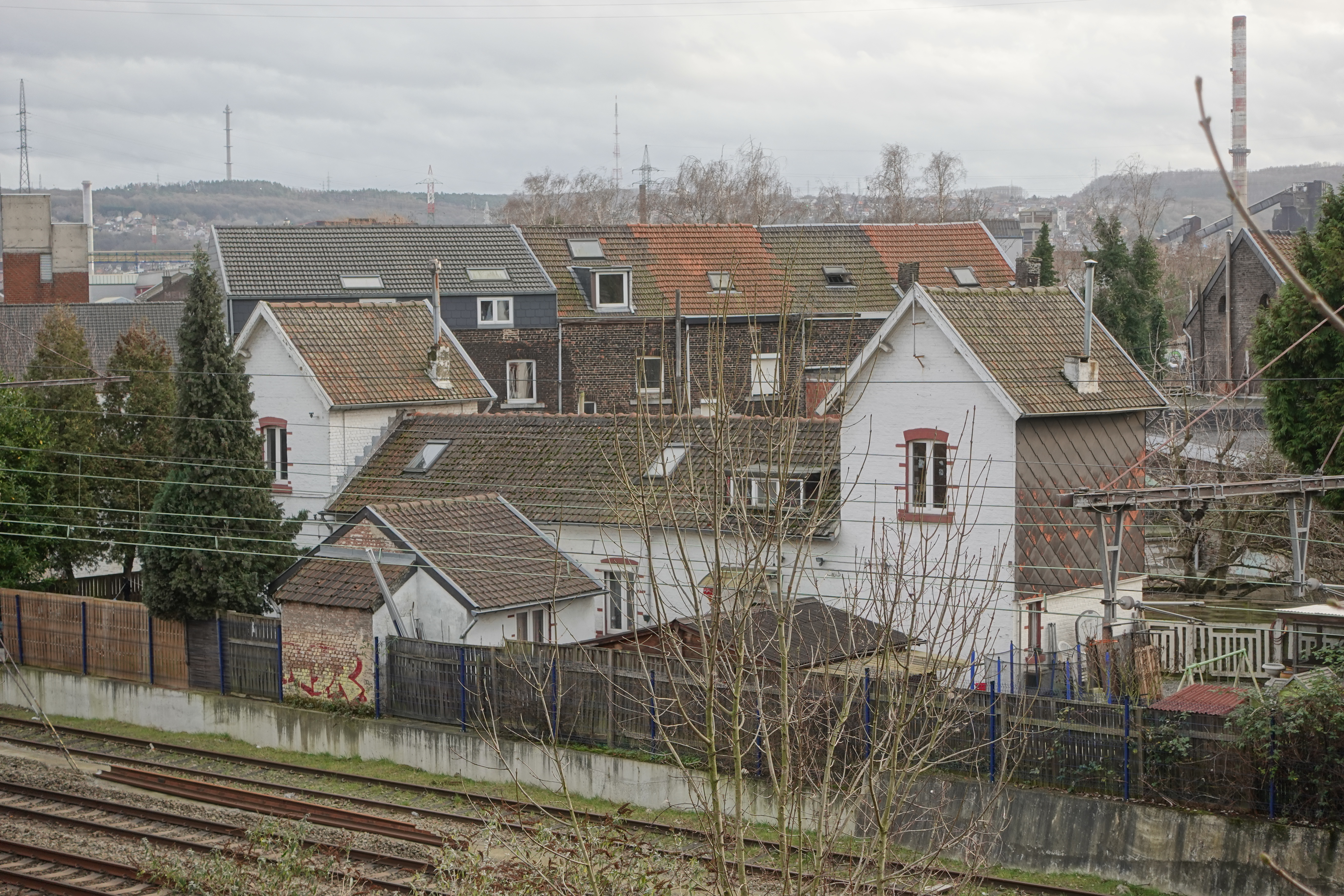
La gare des années 1850.
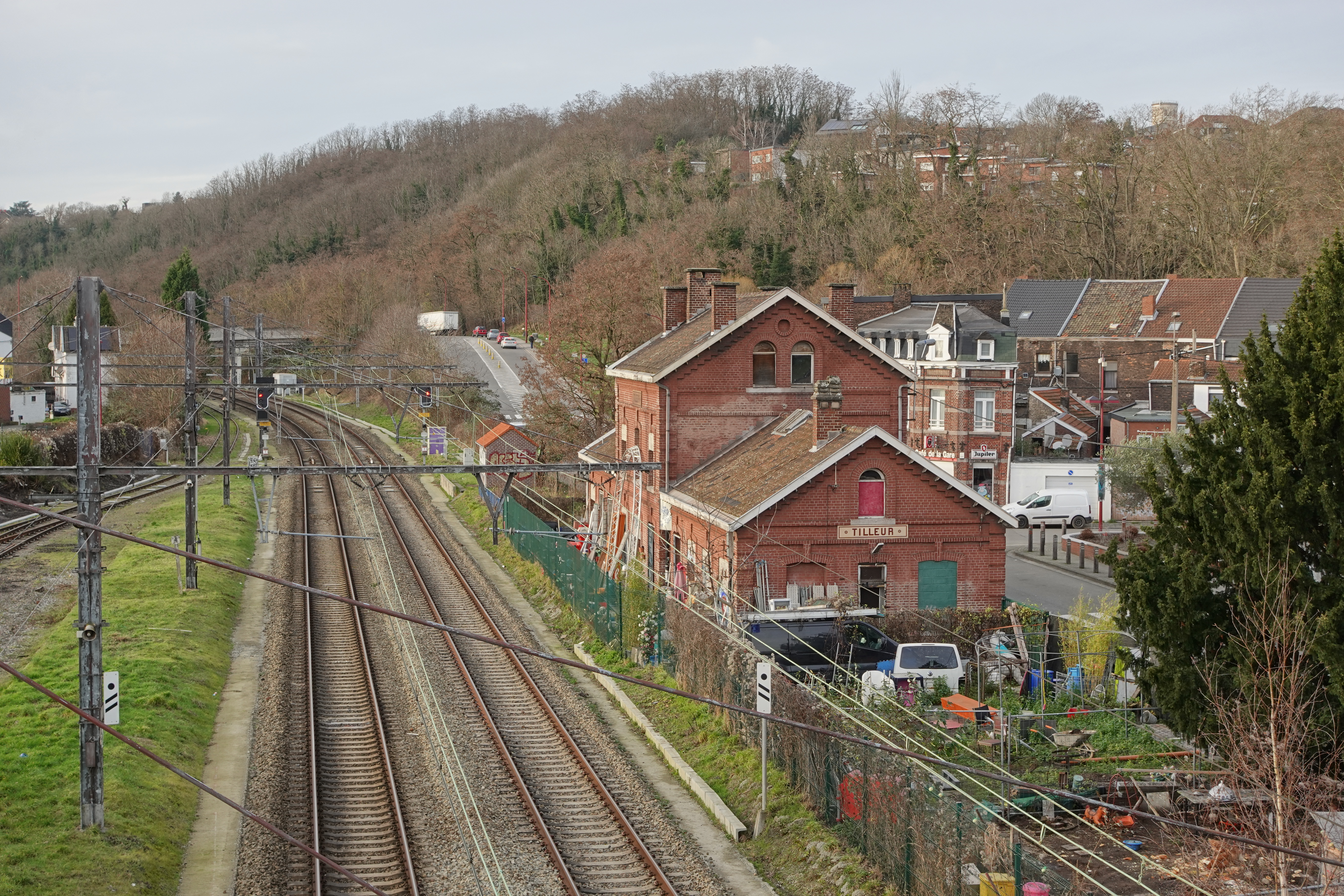
La gare de 1882 vue depuis la passerelle.
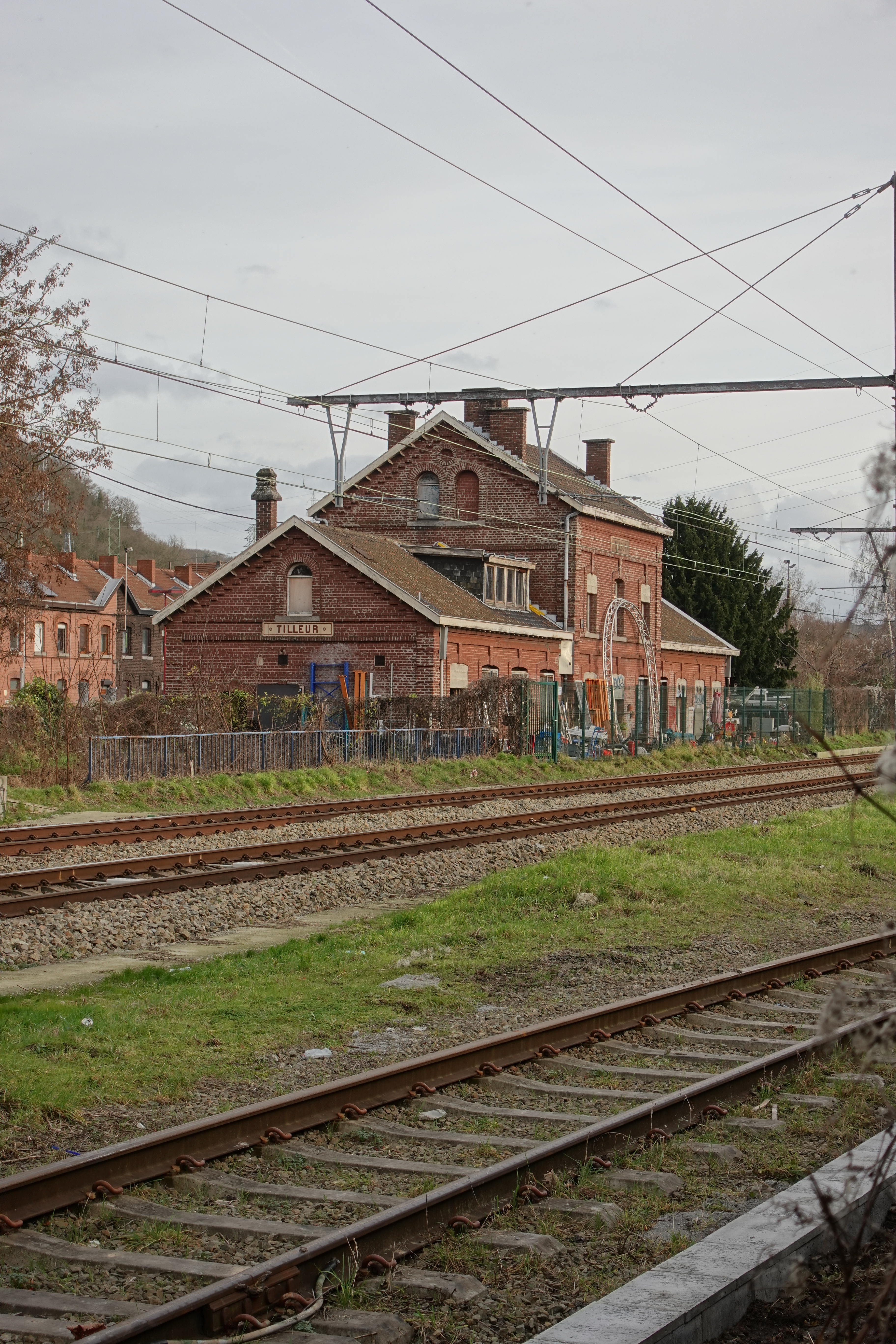
Côté quais.
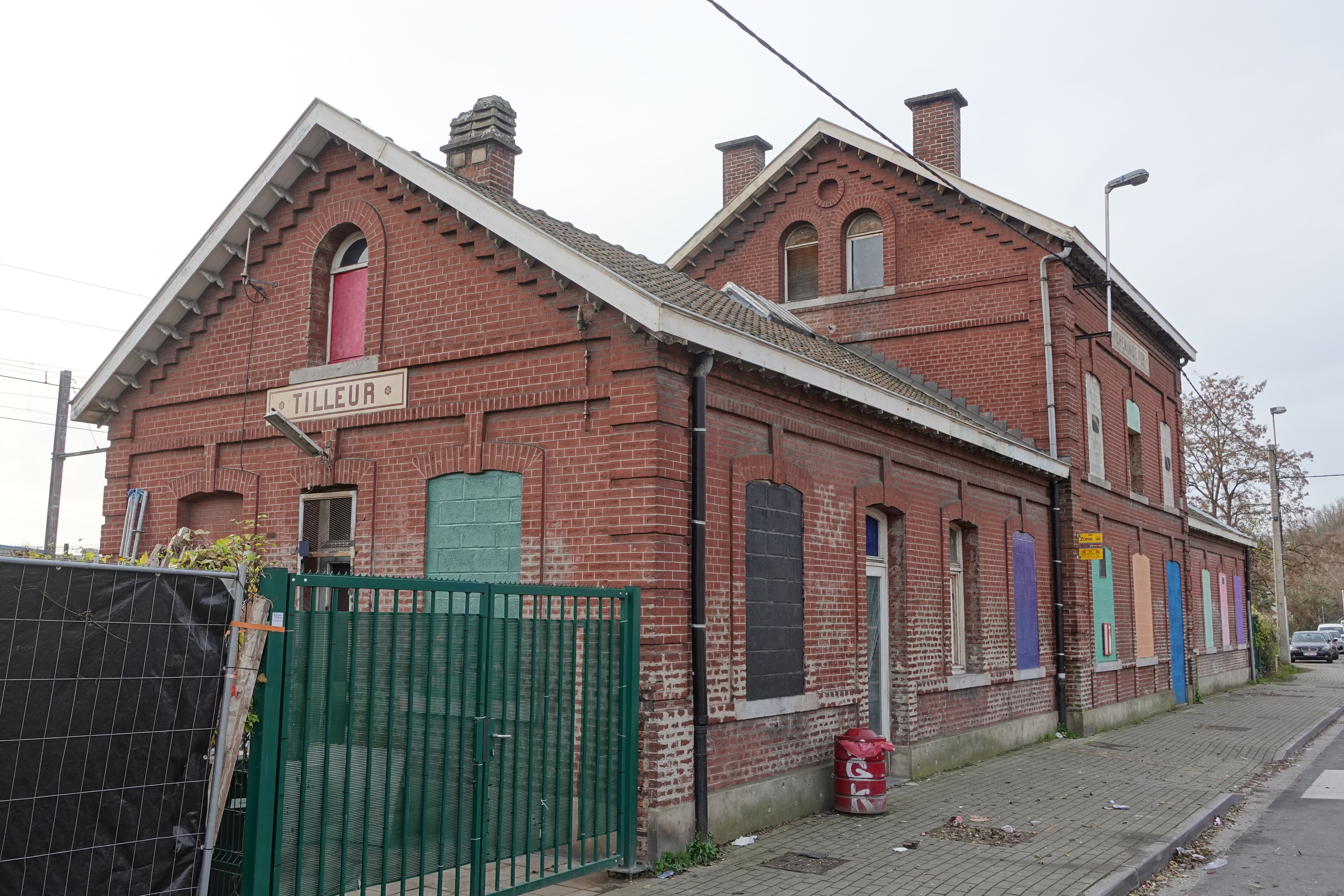
Côté place de la gare.